# エイトジー
エイトジー（EIGHT-G）は、1960年に高畑縫製が制作した日本のファッションブランドジーンズ。
また日本最古の国産ブランド。現在は、ジーパンセンターサカイのオリジナルジーンズとして商標登録されている。
2018年より、レザーウェア専門ブランドとして、エイトレザーズ（EIGHT LEATHERS）も誕生した。

## 概要
1963年の「キャントン説」より数年早い、1960年に高畑縫製が制作した12オンスの藍染めデニムがエイトジー（EIGHT-G）である。
高畑縫製は、1962年に日本製ジーンズ「コーン・ポッパー」も制作している。諸説あるものの国産ジーンズのパイオニアと有力視されている。
1963年は繊維生地輸入自由化の年であり、大石貿易が「キャントン」を常見米八商店が「BF-359」ジーンズを発売した年でもある。
ブランド名は、縦、横糸に8番手の綿糸を使った8000番とされたデニム生地を使用したことから由来する。
高畑縫製での商標登録は抹消されていたので、ジーパンセンターサカイ会長が改めて「エイトジー（EIGHT-G）」の商標を登録して生産、販売している。
ジーパンセンターサカイ会長の酒井和隆は高畑縫製に在籍していた。
現在「サカイ」のショップオリジナルとして「丈夫」「穿きやすい」「格好いい」の3本柱を原点としている。
ジーパンセンターサカイによるオリジナルのエイトジー（EIGHT-G）は1995年に発売。
エイトジーのロゴはボールマークと言われ、商標登録がされている。
2020年にブランド誕生の60周年を迎え、それを記念としたジーンズや、東洋エンタープライズ社のバズリクソンズとのコラボアイテムなどをリリース。

## 沿革
- 1960年（昭和35年） - 高畑縫製が日本で初の国産ジーンズ、12オンスの藍染めデニム、エイトジー（EIGHT-G）を制作する
- 1962年（昭和37年） - 高畑縫製が諸説あるものの国産ジーンズのパイオニアと有力視されている日本製ジーンズ「コーン・ポッパー」を制作
- 1963年（昭和38年）- 大石貿易がキャントンミルズ（CANTON）社と契約。高畑縫製が大石貿易より生産販売を請け負う
- 1977年（昭和52年）- 5月 株式会社サカイ設立　小売販売業を開業
- 1988年（昭和63年）- 大石貿易からキャントンの独占販売権を得て株式会社サカイで企画、販売開始。大石貿易で生産。
- 1994年（平成6年）- 大石貿易へキャントンの独占販売権を返還し日本最古のジーンズブランド「エイトジー」を復活させ自社ブランドとして企画生産販売を開始。
- 1995年（平成7年）- 「エイトジー」をオリジナルブランドとして商標登録。ジーパンセンターサカイによるオリジナルブランドエイトジー（EIGHT-G）を発売。
- 2020年（令和2年)　-　ブランド誕生60周年を迎える。

## 生産している主なジーンズ
当初は、8503、8505、8510の3型しかなかったが、
現在は、「ヴィンテージジーンズ」「レギュラージーンズ」「ゼロシリーズ」「ワーク・チノ・カラーパンツ」「ビッグサイズ」5ラインで、展開。
「ヴィンテージジーンズ」には、28オンスデニムを使用した通称”２キロジーンズ”や、オリジナルデニム生地の”男デニム”が主流となっている。
２キロジーンズは特注の28オンスデニムを特注ミシンで縫い上げたジーンズである。
エイトジーの28オンスジーンズはヤード換算。2017年現在、他社で換算されているメートル換算によると32オンスとなり、
国内では随一のヘビーオンスデニム生地となっている。
（※オンスとはジーンズの生地の厚みを示す単位で１平方ヤード�（0.84平方m）あたりの重さで表される。１オンスは約28.34g）
ジーパンセンターサカイ会長の遊び心で作りはじめたヘビーオンスデニムは現在、日本で最も厚いヘビーオンスデニムとなっている。
男デニムシリーズでは、ざらついたデニムをオリジナルで織り上げ28オンスまでは行かないが、これもまたヘビーオンスなジーンズとなっている。
生地がザラリとしているのが特徴で独特の経年変化を魅せてくれる。
ゼロシリーズは、低価格高品質を掲げているだけあって、とにかくコストパフォーマンスに優れたジーンズがラインナップされている。
”ゼロ”はジーパンセンターサカイ会長の「利益を限りなくゼロにしてエイトジーの良さを多くの人に知って貰いたい」という考えから、つけられたネーミング。
以下の種類の製品が販売されている。
- [ビンテージシリーズ]ヴィンテージを表現したこだわりの国産生地を使用。2kgジーンズ、男デニムシリーズ、ペイントジーンズなど
- [レギュラージーンズ]デイリージーンズにこだわった国産生地を使用。ワイドシリーズ、タイトシリーズ、スリムシリーズなど
- [ゼロシリーズ]「国産ジーンズは値段が高い」というイメージを払拭する為、生地屋と縫製屋の協力を得て、純日本製ジーンズを製作
- [カラー、ワークパンツ、チノパンツなど]国産にこだわった縫製で丈夫で穿きやすいワークパンツやトラウザーズチノパンツなどを製作

その他、ウォバッシュパンツ、ベイカーパンツ、オーバーオールなども取り扱っている。

## その他生産している商品
- ヘビーオンスワークシャツ
- ワークシャツ
- ネルシャツ
- ワークベスト
- デニムジャケット
- デニムカバーオール
- メルトンジャケット
- レザージャケット
- スウェット
- Tシャツ
- ベルト
- 財布
- キーホルダーなどアクセサリー類

## エイトジー取り扱い店舗
現在、エイトジーブランドの商品が購入可能な店舗は
千葉県市川市八幡2-16-16「ジーパンセンターサカイ本八幡店」※直営店
東京都葛飾区新小岩1-51-12「Gパン屋サカイ新小岩店」※直営店
愛知県名古屋市中村区太閤通6丁目8番地「ジーンズショップFUJIYAMA」
福岡県福岡市早良区荒江2-12-21 福陵ビル1F「Gパンセンター スリーピース」
香港 旺角西洋菜南街2R號1樓全層「CRAFTMAN」